# فريق إشراقة الشمس
فريق اشراقة الشمس، (بالإنجليزية: Surya Kiran). هو فريق توضيحي لألعاب الطيران في القوات الجوية الهندية. تم تشكيل فريق اشراقة الشمس في عام 1996 ليكون بمثابة «سفراء سلاح الجو الهندي» و «العروض الاحترافية، واستعراض لقوة سلاح الجو الهندي». في أيار / مايو 1996 ،

## خلفية تاريخية
تم تكليف الفريق Cdr Kuldeep Malik وفريقه بتشكيل فريق استكشافي. وقد أجرى الفريق منذ ذلك الحين العديد من المظاهرات في أنحاء مختلفة من البلاد وخارجها، وكان من بين فرق البهلوانات العامة المشهورة التسع في العالم. يتكون السرب في المقام الأول من طائرة التدريب العسكري HAL HJT-16 كيران Mk.2 ومقرها في محطة سلاح الجو بيدار في ولاية كارناتاكا. تم تعليق الفريق في فبراير 2011 بسبب نقص المدربين الأساسيين للطائرات في IAF بعد تأسس مدربي HPT-32. قائد القوات الجوية المارشال بى. قال نايك أن Surya Kiran ستقوم بالترقية إلى BAE Hawk في عام 2015. وقد قام الفريق بعد ذلك بالبعث مع ست طائرات من طراز هوك إم كيه 132 مع عرضهم الأول في شركة أف أس هيندان في 8 أكتوبر 2015. ويتوسع الفريق بعد النجاحات المبدئية إلى ستة أضعاف والهدف النهائي هو إعادة إنشاء فريق من تسعة أفراد.

## معرض صور

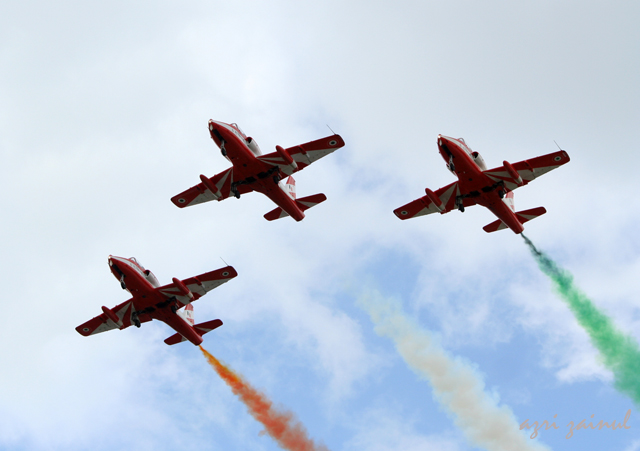
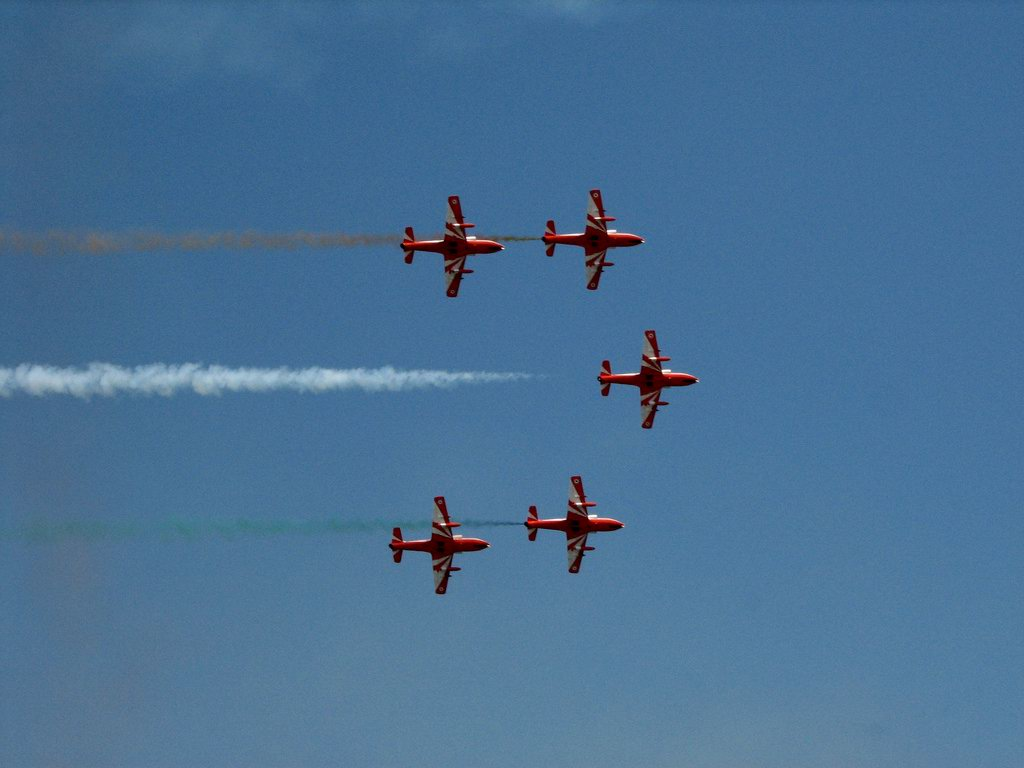
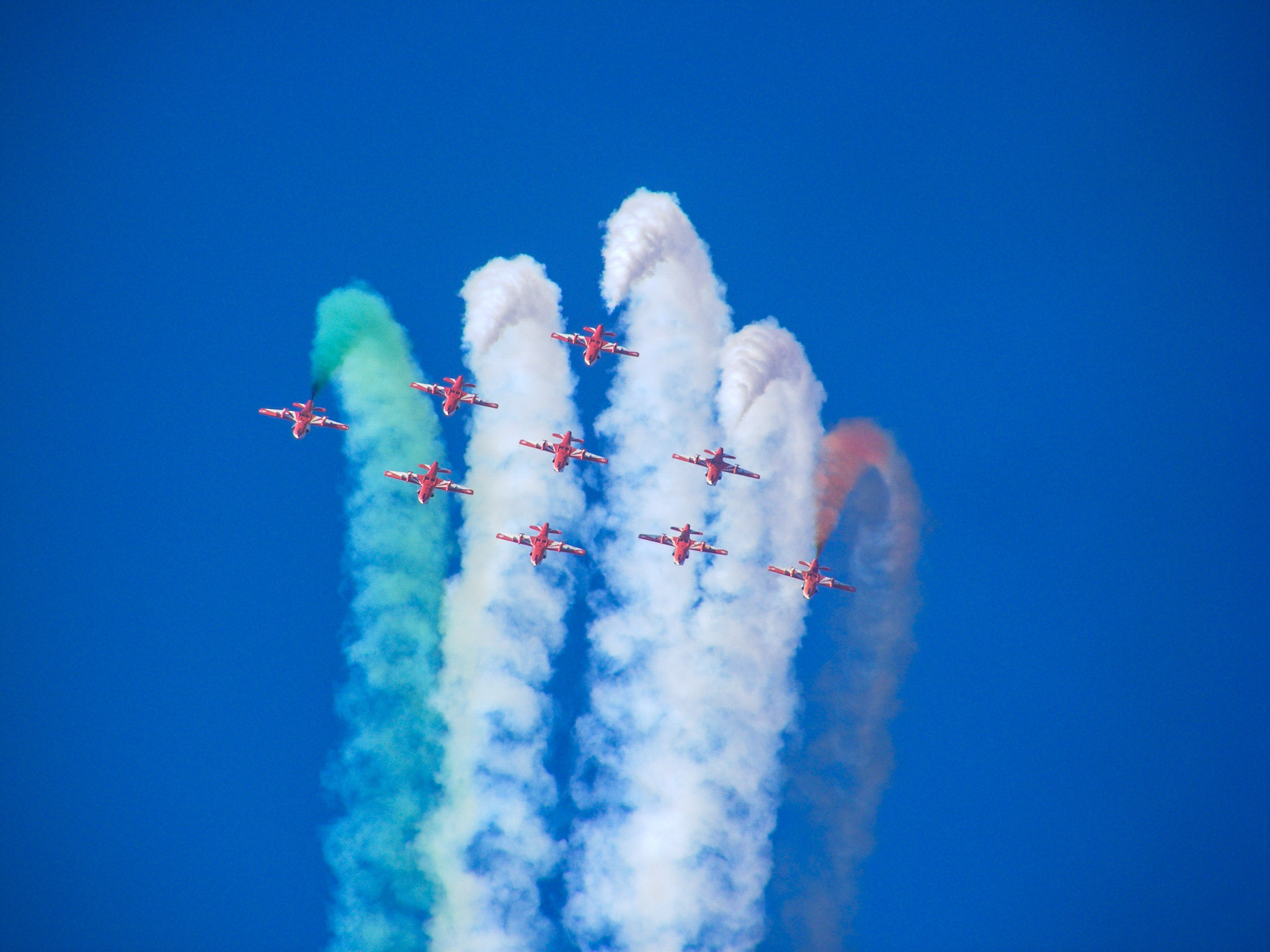
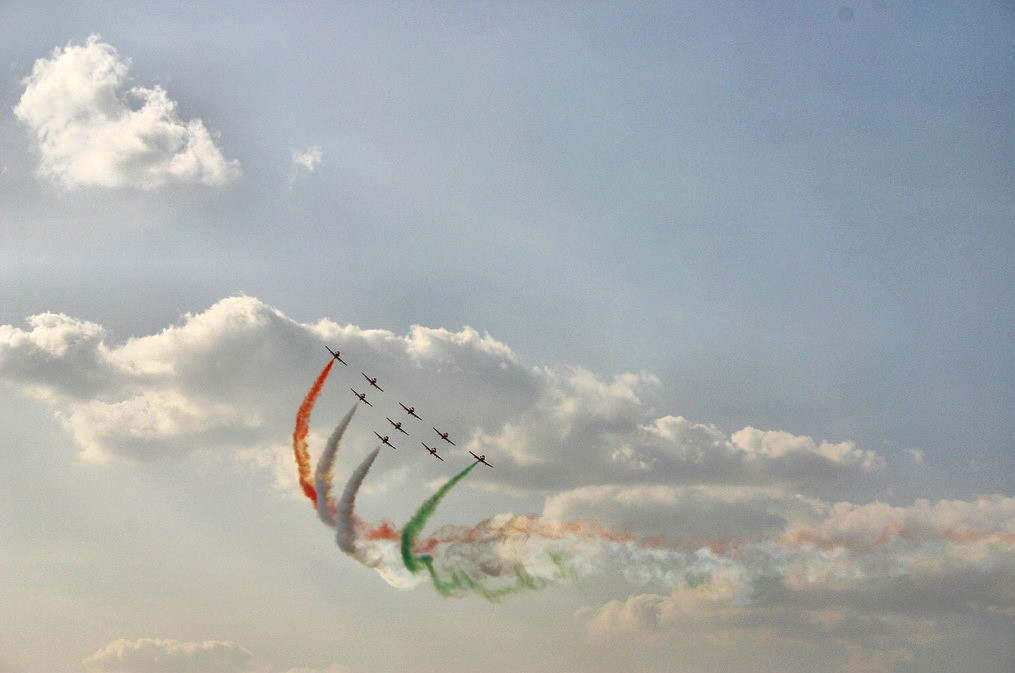
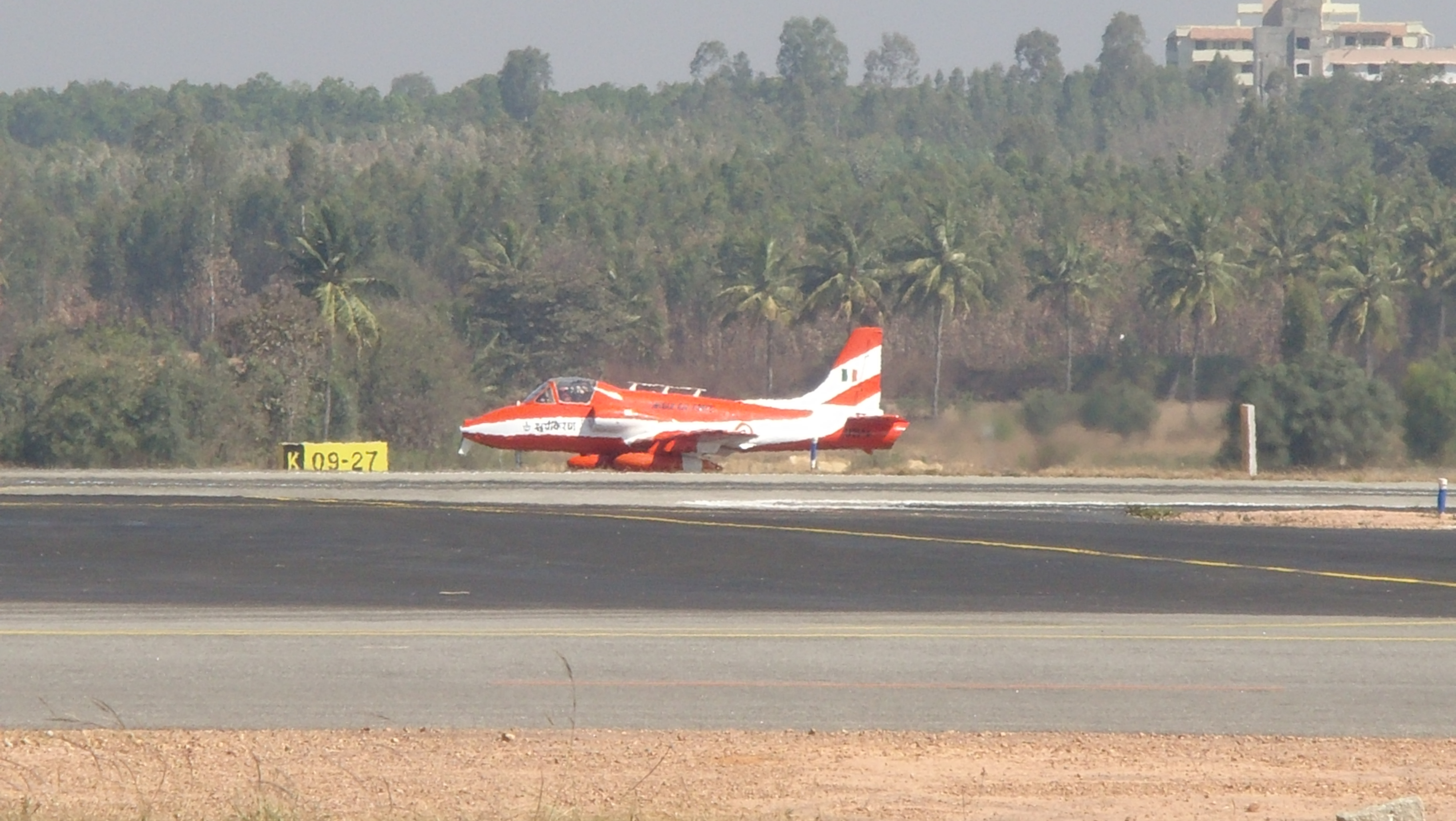
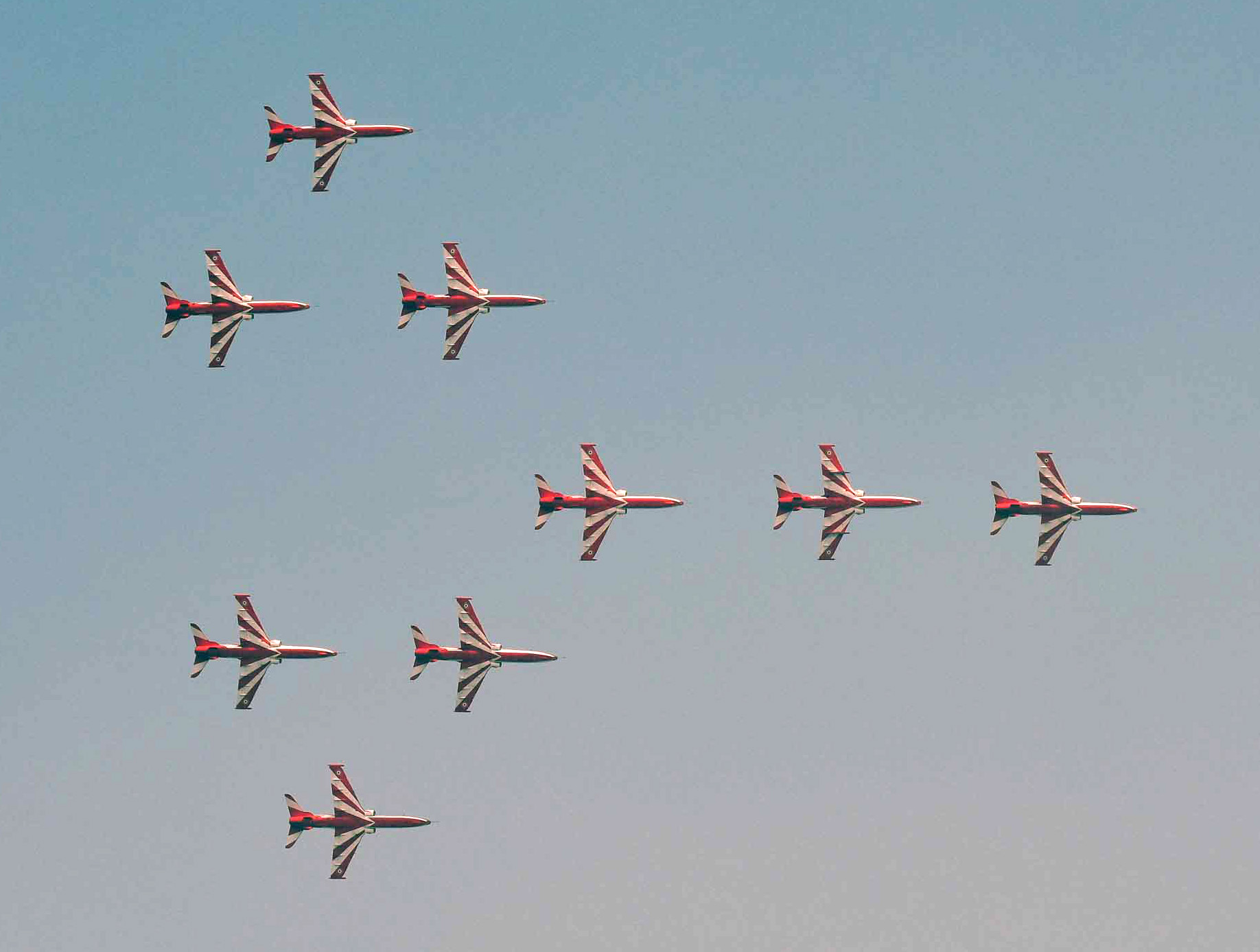